# 塔瓦蒙特奧格斯滕貝格山
46°59′24″N 10°05′01″E / 46.989926°N 10.083594°E

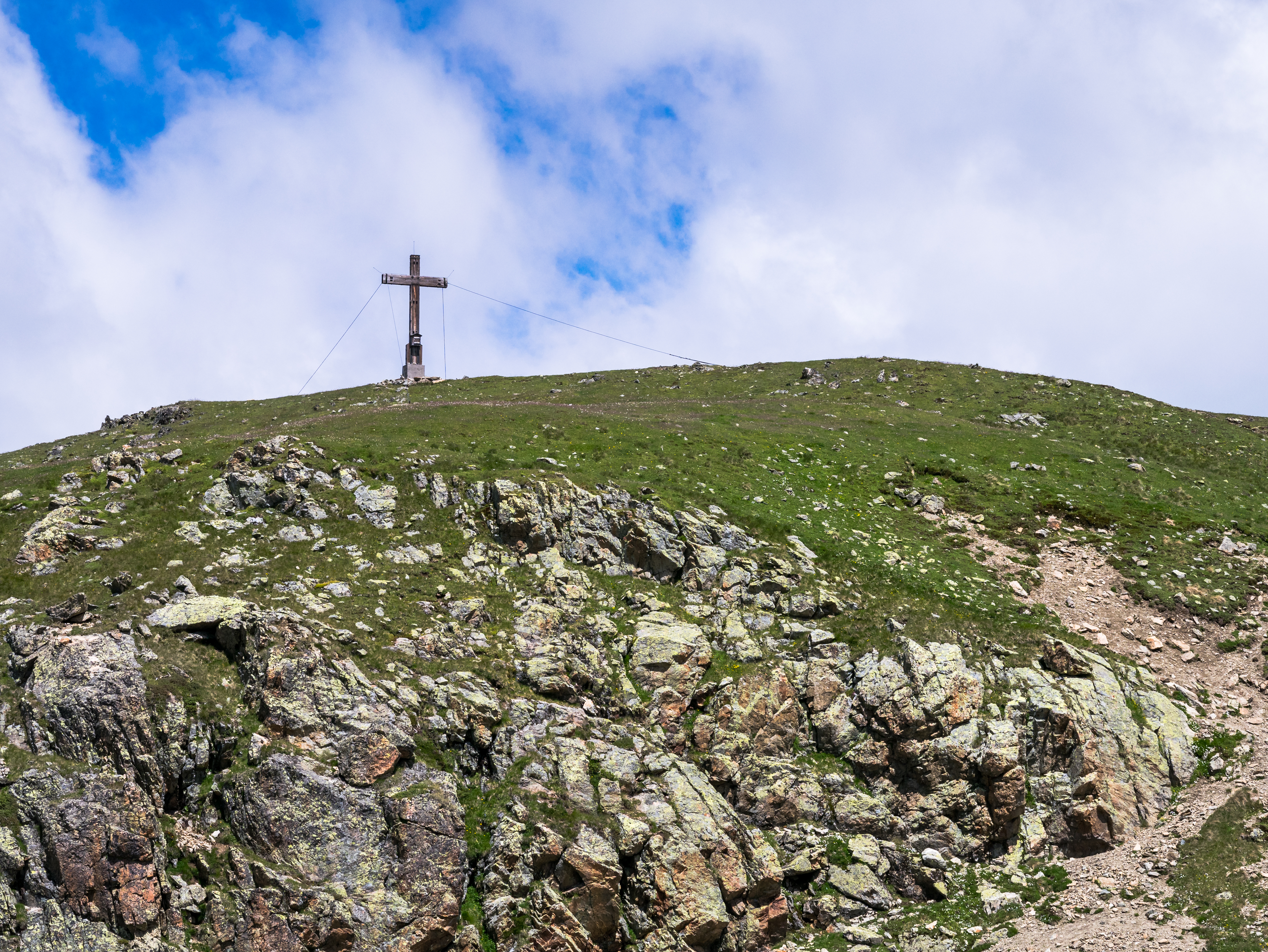

塔瓦蒙特奧格斯滕貝格山（德語：Tavamunter Augstenberg），是奧地利的山峰，位於該國西部，由福拉爾貝格州負責管轄，屬於韋爾瓦爾阿爾卑斯山脈的一部分，海拔高度2,489米，每年平均降雨量1,367毫米。